# Municipio de Worth (Míchigan)
El municipio de Worth (en inglés: Worth Township) es un municipio ubicado en el condado de Sanilac en el estado estadounidense de Míchigan. En el año 2010 tenía una población de 3894 habitantes y una densidad poblacional de 38,72 personas por km².

## Geografía
El municipio de Worth se encuentra ubicado en las coordenadas 43°12′18″N 82°34′43″O / 43.20500, -82.57861. Según la Oficina del Censo de los Estados Unidos, el municipio tiene una superficie total de 100.56 km², de la cual 99.96 km² corresponden a tierra firme y (0.59%) 0.59 km² es agua.

## Demografía
Según el censo de 2010, había 3894 personas residiendo en el municipio de Worth. La densidad de población era de 38,72 hab./km². De los 3894 habitantes, el municipio de Worth estaba compuesto por el 96.97% blancos, el 0.31% eran afroamericanos, el 0.44% eran amerindios, el 0.21% eran asiáticos, el 0.08% eran isleños del Pacífico, el 1.03% eran de otras razas y el 0.98% pertenecían a dos o más razas. Del total de la población el 2.93% eran hispanos o latinos de cualquier raza.